# سولو بارلوند
سولو بارلوند (فنلاندی: Sulo Bärlund؛ ۱۵ آوریل ۱۹۱۰ – ۱۳ آوریل ۱۹۸۶) پرتاب‌گر وزنه اهل فنلاند بود.
وی در مسابقات کشوری و بین‌المللی در مجموع برندهٔ ۱ مدال نقره شده‌است.